# Relaciones entre Andorra y España
Las relaciones entre Andorra y España son las relaciones bilaterales internacionales entre el Principado de Andorra y el Reino de España. Ambos países mantienen excelentes relaciones bilaterales y sus gobiernos se van dotando
de los mecanismos de colaboración necesarios para prevenir o, en su caso,
solucionar los problemas que como vecinos puedan presentarse. Ambas naciones son miembros de la AICO, CEPE, la COMJI, la OEI, la OISS, la ONU y la SEGIB. También comparten su pertenencia al sistema de Cumbres Iberoamericanas. 
El «Acuerdo entre el Reino de España y el Principado de Andorra relativo al estatuto del copríncipe episcopal» (publicado en 1995 en el BOE) regula el estatus del obispo de Urgel, cuya sede reside en España.

## Historia

### Precedentes

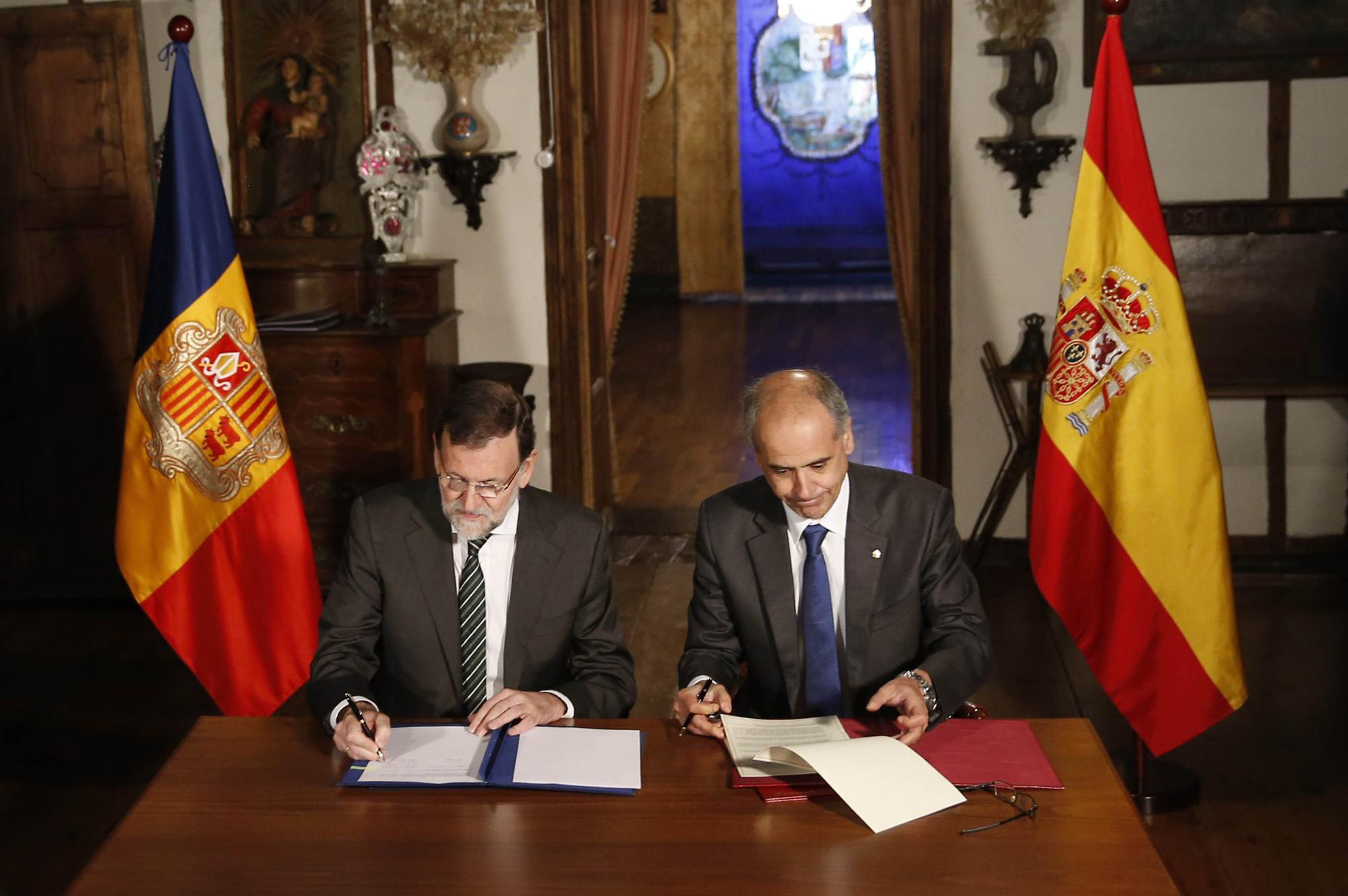
Visita de Estado del presidente Mariano Rajoy Brey a Andorra junto con el jefe del Ejecutivo de Andorra, Antoni Martí, durante la firma de varios acuerdos.

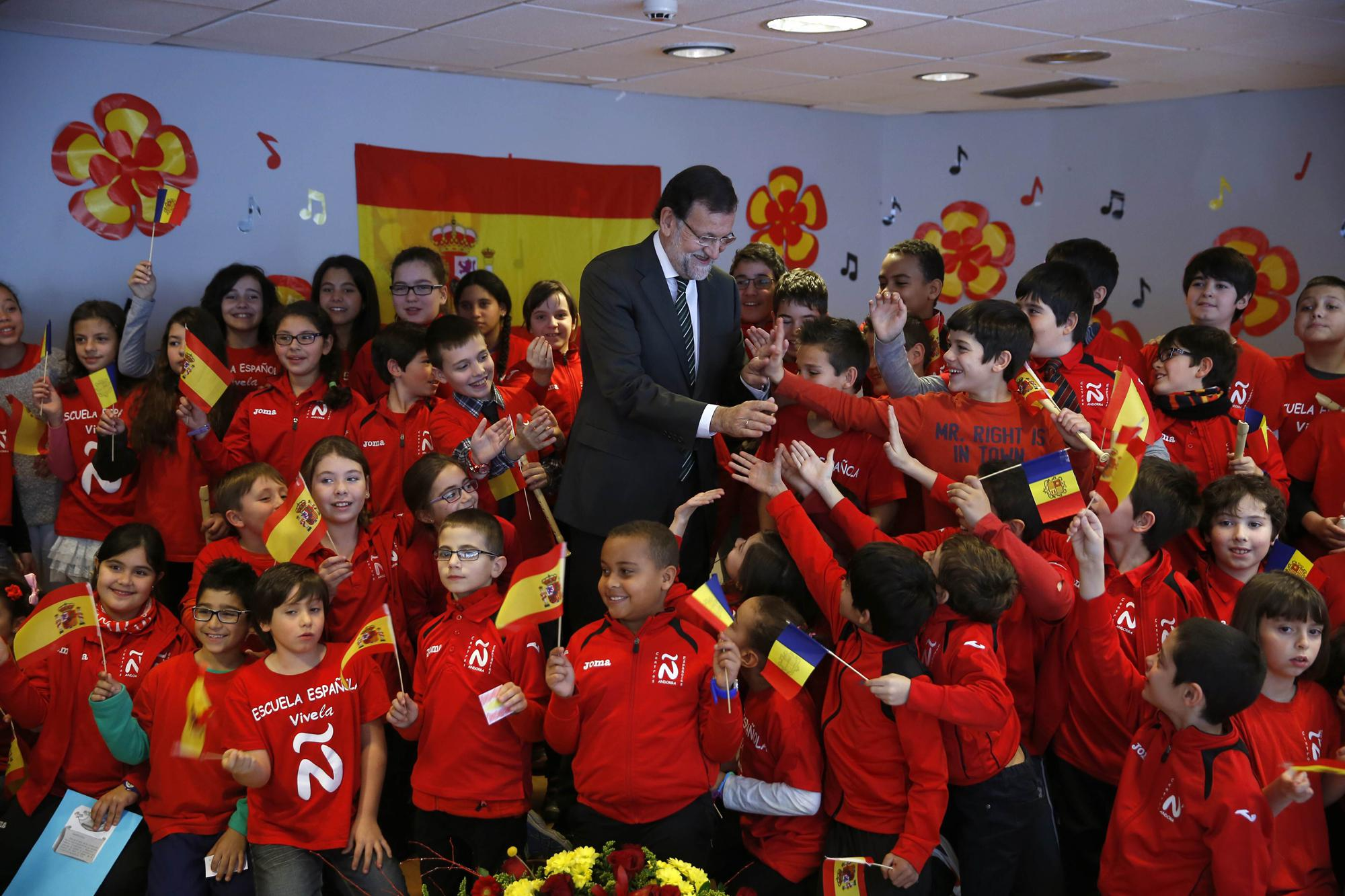
Mariano Rajoy visita la Escuela Española de Las Escaldas-Engordany en Andorra.

Andorra y España tienen una relación inusual y larga. Andorra fue creada por Carlomagno como un Estado tapón entre el Imperio carolingio y al-Ándalus. En 1278, bajo los términos de un acuerdo de "parentesco", Andorra adoptó una alianza conjunta con un príncipe francés y otro español después de disputas entre los herederos franceses del condado de Urgel y los obispos españoles de Urgel. Durante más de 700 años, Andorra fue gobernada conjuntamente por el gerente francés y el obispo español de Urgel. Durante la guerra civil española, Andorra recibió refugiados de ambos lados del conflicto español. Durante la Segunda Guerra Mundial, Andorra se convirtió en una importante ruta de contrabando desde la Francia de Vichy hacia la España franquista.

### SigloXX
Las relaciones diplomáticas oficiales entre Andorra y España se establecieron tras la firma del tratado de Buena Vecindad, Amistad y Cooperación entre el Reino de España, la República Francesa y el Principado de Andorra; después de que Andorra fuera admitida por la ONU y adoptara una nueva constitución en 1993, en la que se establecía como democracia parlamentaria. El obispo de Urgel actúa como copríncipe, junto con el presidente de Francia, en Andorra. En 1993, España abrió una embajada residente en Andorra la Vieja. La defensa de Andorra, que no cuenta con fuerzas armadas, corresponde a España y a Francia, según indica el texto del tratado.

### SigloXXI
En 2005, Andorra fue admitida en la OEI y ese año, el presidente del Gobierno andorrano, Albert Pintat, asistió a la Cumbre Iberoamericana de Salamanca, en España. En enero de 2015, el presidente español, Mariano Rajoy, se convirtió en el primer líder español en visitar Andorra. La visita fue un claro ejemplo del buen estado de las relaciones bilaterales. La progresiva intensificación de las relaciones bilaterales entre Andorra y España avanzó con la invitación formal, realizada en noviembre de 2016, por el presidente andorrano, Antoni Martí, al rey Felipe VI para visitar el Principado.
En julio de 2018, Andorra y España destacaron sus "fuertes vínculos" al cumplirse 25 años del establecimiento de relaciones diplomáticas. En marzo de 2021, los reyes de España, Felipe VI y Letizia Ortiz, realizaron la primera visita de Estado de un rey español a la vecina Andorra, algo que nunca había ocurrido previamente. El presidente andorrano, Xavier Espot Zamora, declaró: "es una muestra más, pero muy significativa, de las excelentes relaciones bilaterales".

## Ciudadanía y turismo
Los españoles constituyen la nacionalidad que más visita Andorra con fines turísticos. Asimismo, también son los mayores residentes extranjeros en Andorra, con más de 18.000 ciudadanos españoles que viven en Andorra. Además, dentro del ámbito iberoamericano, ambos países pueden otorgar la doble nacionalidad a andorranos y españoles sin renunciar a la de origen.

## Frontera

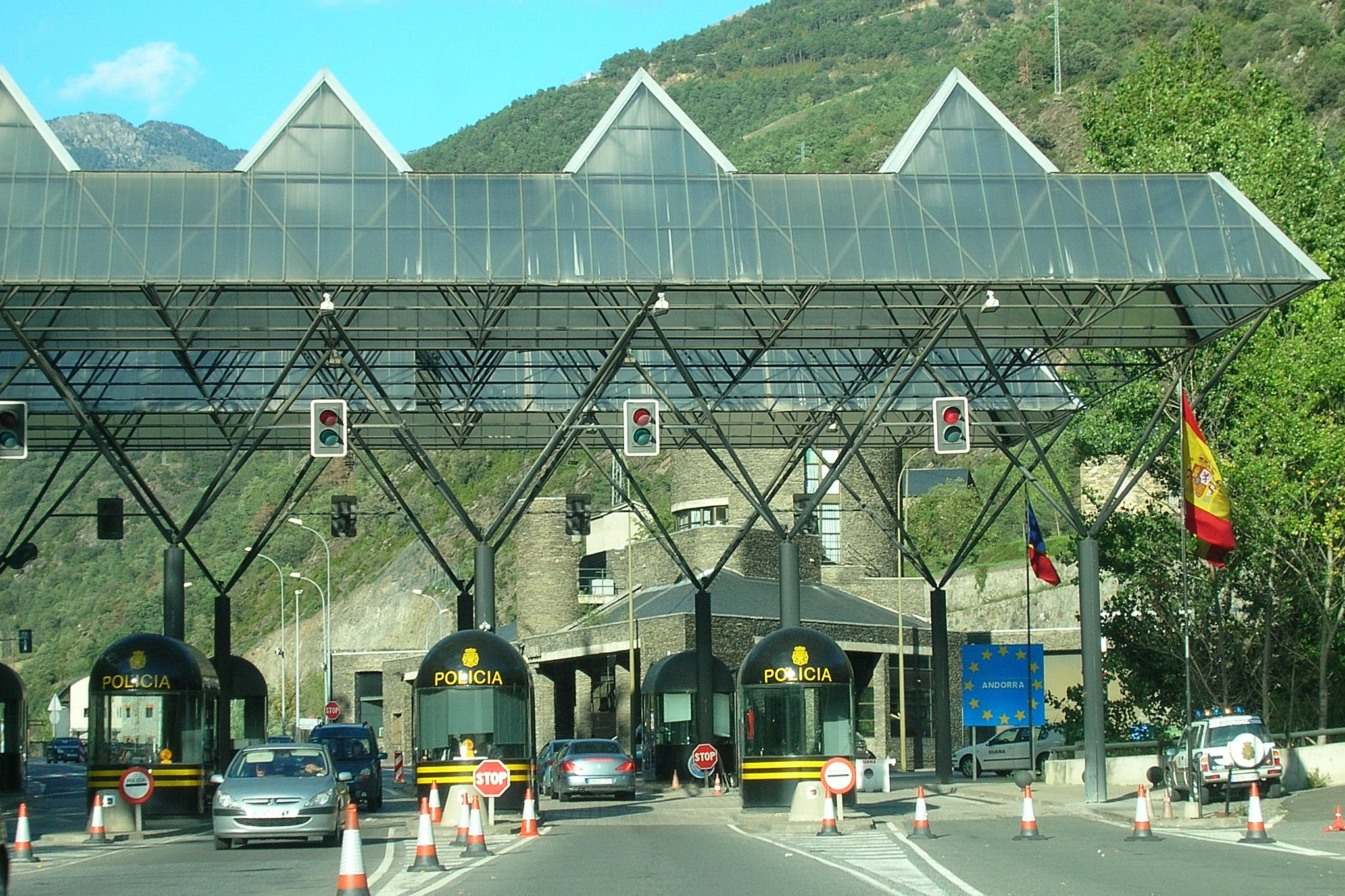
Paso fronterizo entre Andorra y España.

Ambos países comparten una frontera común de 65 kilómetros de longitud, que interrumpe la frontera hispanofrancesa en los Pirineos desde el trifinio del Pico de Medacorba (2912 m s. n. m.) hasta el de la Portella Blanca (2521 m s. n. m.).

## Misiones diplomáticas
- Andorra tiene una embajada en Madrid.
- España tiene una embajada en Andorra la Vieja.

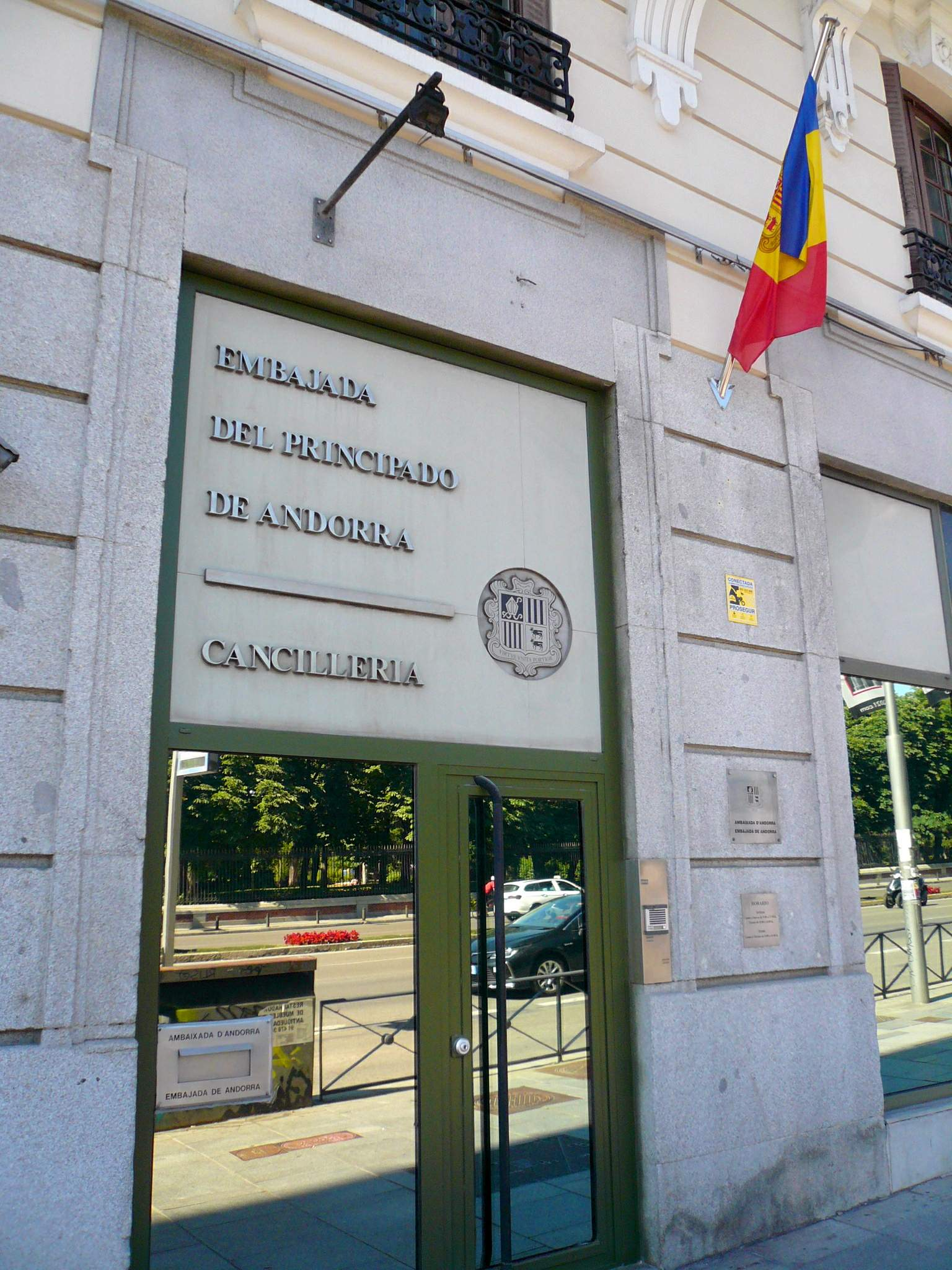
Embajada de Andorra en Madrid.
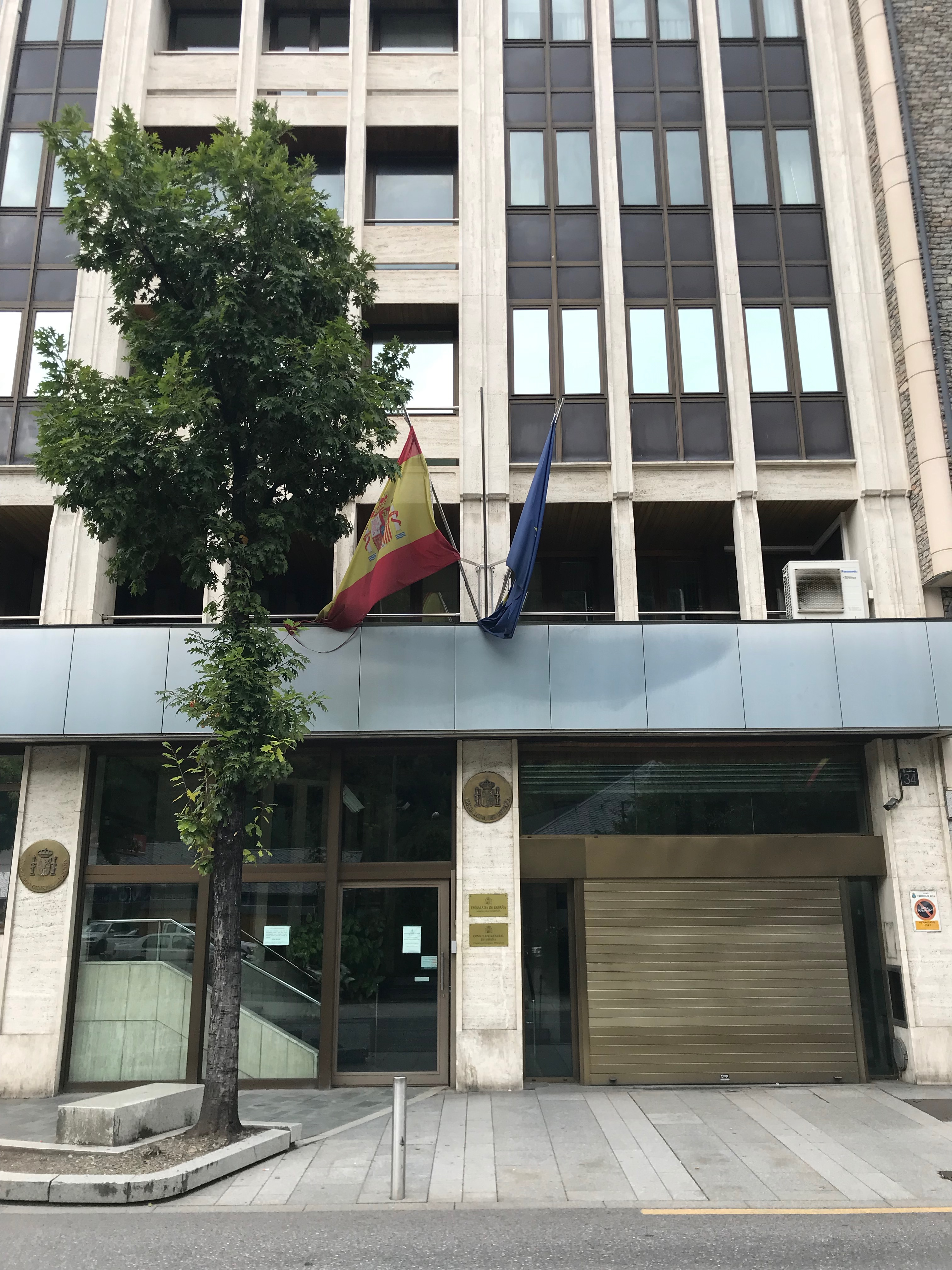
Embajada de España en Andorra la Vella.